# SdlBasic
SdlBasic é um interpretador de ansi-Basic, cujo core foi baseado no wxBasic, mas a utilizar bibliotecas SDL ao inves de wxWidgets. É de facil aprendizagem, e por usar SDL, é vocacionada para o desenvolvimento de jogos e multimedia.